# ゼロサム・ゲーム/ノン・ゼロサム・ゲーム
「ゼロサム・ゲーム／ノン・ゼロサム・ゲーム」は、2016年2月24日にビーイングから発売されたViCTiMの1枚目のシングル。

## 解説
双方ともソロ歌手として活動していたVALSHEとminatoのユニットによるデビュー作。プロモーションビデオは対義語的に仕上がった2曲の世界を繋げてひとつのストーリー、ひとつの映像作品とする新たな表現方法に挑戦したという。
「ノン・ゼロサム・ゲーム」はチバテレビ「MUSIC LAUNCHER」2月度エンディング・テーマとして起用された。
初回限定盤のみ表題曲2曲のプロモーションビデオを収録したDVD付き。

## 収録曲

### CD
初回限定盤
1. ゼロサム・ゲーム
作詞：VALSHE　作曲：minato[2]
2. ノン・ゼロサム・ゲーム
作詞・作曲：ViCTiM[2]
3. ゼロサム・ゲーム (instrumental)
4. ノン・ゼロサム・ゲーム (instrumental)

通常盤
1. ゼロサム・ゲーム
2. ノン・ゼロサム・ゲーム
3. ポイズン・アップル・ジュース
作詞：minato　作曲：VALSHE

musing盤
1. ノン・ゼロサム・ゲーム
2. ゼロサム・ゲーム
3. ポイズン・アップル・ジュース
4. ノン・ゼロサム・ゲーム (minato less version)
5. ノン・ゼロサム・ゲーム (VALSHE less version)
6. ゼロサム・ゲーム (minato less version)
7. ゼロサム・ゲーム (VALSHE less version)

### DVD
初回限定盤
1. ゼロサム・ゲーム
2. ノン・ゼロサム・ゲーム
3. メイキング映像